# Talschwarzwald-Obere Elz
Das Gebiet Talschwarzwald-Obere Elz ist ein vom Landratsamt Schwarzwald-Baar-Kreis am 14. November 1989 durch Verordnung ausgewiesenes Landschaftsschutzgebiet auf dem Gebiet der Gemeinde Schonach im Schwarzwald.

## Lage
Die beiden Teilgebiete des Schutzgebiets liegen getrennt durch das Naturschutzgebiet Laubeck-Rensberg nordwestlich von Schonach an der Kreisgrenze zum  Landkreis Emmendingen in den Naturräumen Südöstlicher Schwarzwald und Hochschwarzwald.

## Landschaftscharakter
Das großteils bewaldete Gebiet wird von Süden nach Norden von der Elz durchflossen. Um die auf den Anhöhen gelegenen Schwarzwaldhöfe gibt es offene Weidfelder und Wiesen.

## Zusammenhängende Schutzgebiete
Das Schutzgebiet grenzt im Norden unmittelbar an das Naturschutzgebiet Laubeck-Rensberg und im Süden an das Naturschutzgebiet Rohrhardsberg-Obere Elz. Im Westen grenzt das Natur- und Landschaftsschutzgebiet Yacher Zinken an.
Im Südosten überschneidet sich das Gebiet teilweise mit dem FFH-Gebiet Schönwälder Hochflächen, im Nordosten und im Westen mit dem Vogelschutzgebiet Mittlerer Schwarzwald. Das Gebiet liegt im Naturpark Südschwarzwald.